# Otto Emil von Sticht
Otto Emil von Sticht, född den 9 april 1840 i Itis socken, död den 29 januari 1919 i Helsingfors, var en finländsk militär. Han var sonson till Claes Erik von Sticht.
von Sticht blev kadett vid Finska kadettkåren i Fredrikshamn 1851. Han blev fänrik vid sjunde kinburgska dragonregementet under storfursten Mikael Nikolajevitj 1861, löjtnant där 1868, stabskapten 1871, kapten 1872 och major 1876. von Sticht bevistade turkiska fälttåget 1877–1878. Han blev överstelöjtnant 1883 och kommendör för femte kaderträngbataljonen 1889. von Sticht befordrades till överste 1890 och beviljades generalmajors avsked 1900. Då alla hans fem söner dött före honom utgick med honom ätten von Sticht på svärdssidan.